# Pasquale Andreoli
Pour les articles homonymes, voir Andreoli.
Pasquale Andreoli, né le 22 novembre 1771 à Falconara Marittima et mort à Terranova (auj. Gela en Sicile en 1837, est un aéronaute italien, un des pionniers de l'aviation en Italie.

## Biographie
Le 7 octobre 1803, Andreoli effectue une ascension en ballon avec Francesco Zambeccari et Gaetano Grassetti. Les trois hommes subissent de lourdes épreuves physiques (asphyxie, froid...) avant de tomber en mer et d'être repêchés. En 1807, une de ses ascensions à Milan le porte à 7 600 m d'altitude. Il conçoit en 1809 un nouveau ballon avec lequel il fait diverses ascensions à, entre autres villes, Forlì et Brescia. Il meurt du choléra en 1837 à Terranova.